# Ken Spain
John Kenneth Spain, detto Ken (Houston, 6 ottobre 1946 – Houston, 11 ottobre 1990), è stato un cestista statunitense, professionista nella ABA.

## Carriera
Venne selezionato dai Chicago Bulls al secondo giro del Draft NBA 1969 (20ª scelta assoluta).
Con gli Stati Uniti ha disputato i Giochi olimpici di Città del Messico 1968.